# Mau-Mau ustanak
Ustanak Mau Mau je ime za pobunu naroda u Keniji od 1952. do 1960. godine. Iako vojno nisu uspjeli pobijediti, Kenija je ipak ostvarila neovisnost 1963. godine.
Povod pobuni su bili nategnuti ekonomski, društveni i rasni odnosi. Tri glavna plemena koja su vodila pobunu su Kikuyu, Embu i Meru.U razdoblju od 1938. – 1952.godine stanoviništvo Nairobija se udvostručilo. Bijeli doseljenici, njih 30.000 zauzeli su 31.000 kilometara četvornih i najpoželjnije obradive površine, a pleme Kikuyu koje je brojilo 1,250 000 ljudi bilo je smješteno na prostoru od 5,200 kilometara četvornih. To nije bilo pravedno. Izbila je oružana borba, s mnogo poginulih na obje strane. Neki pripadnici pobunjenika su ubijeni, neki zarobljeni u borbama, neki su se predali, a od 70. – 100.000 je internirano.
U ožujku 1953. godine pozatvarano je nekih 50 000 Kikuya. Zatim su u samom glavnom gradu Nairobiju pohvatana 165 462 Afrikanca, 136 117 preslušano, 68 984 izvedeno pred sud, a 12 924 proglašeno krivima i kažnjeno. Smrtna kazna je do sredine 1954. bila izvršena nad 505 Kikuya. 223 su obješena zbog dokazanog ubojstva, 172 zbog protuzakonitog posjedovanja vatrenog oružja, 88 radi suradnje s "teroristima", 14 zbog polaganja protuzakonitih zakletvi, 6 radi pridonašanja razvoju "terorista" te 2 radi opskrbe "terorista". Britanci su na gušenje pobune do 1954. potrošili 36 500 000 funti. Navodni teroristi Mau Mau u prvim dvjema godinama djelovanja usmrtili su tek 53 bijelca, od toga 25 građanskih osoba. Poginulo je nekoliko tisuća Britancima pokornih Afrikanaca i 21 Azijat.